# Kleinanzeigen
Kleinanzeigen (bis Mai 2023 eBay Kleinanzeigen) ist das größte Online-Kleinanzeigen-Portal in Deutschland. Es gehört nach dem Verkauf der Sparte eBay Classifieds Group mit den lokalen Kleinanzeigenportalen zur norwegischen Adevinta, an der wiederum eBay 33 Prozent hält. Das Portal finanziert sich zur Hälfte aus Werbeanzeigen, daneben mit Abogebühren von gewerblichen Anbietern, mit kostenpflichtigen Optionen für höhere Reichweite von Privatnutzern und zu geringen Anteilen von Services wie der Treuhandabwicklung.
Laut Arbeitsgemeinschaft Online Forschung ist Kleinanzeigen das reichweitenstärkste Online-Angebot in Deutschland (Stand 2017). 2021 verbuchte das Angebot laut der Informationsgemeinschaft zur Feststellung der Verbreitung von Werbeträgern (IVW) mehr als 900 Millionen Aufrufe. Nach Eigenangaben sind über 50 Millionen Anzeigen geschaltet (Stand Juli 2023). Zum Stand August 2021 sollen pro Tag rund eine Million neue Anzeigen – darunter auch Stellenangebote – inseriert worden sein.

## Geschichte

Logo von eBay Kleinanzeigen bis zum 15. Mai 2023

Kleinanzeigen ging am 9. September 2009 als eBay Kleinanzeigen aus dem vorherigen Angebot Kijiji hervor.
Im Juli 2020 wurde bekannt, dass eBay seine Kleinanzeigensparte, zu der in Deutschland die Portale eBay Kleinanzeigen sowie Mobile.de gehören, an den börsennotierten Internetkonzern Adevinta zum Stichtag Juni 2021 verkaufen wird. Adevinta betrieb in seinem Herkunftsstaat Norwegen und 14 weiteren Staaten Anzeigenportale. Der Kaufpreis betrug 9,2 Milliarden US-Dollar, davon erhielt eBay 2,5 Milliarden in bar und Adevinta-Aktien im Nennwert von 6,7 Milliarden. Damit wurde eBay der größte Anteilseigner von Adevinta mit 44 Prozent der Aktien und 33,3 Prozent der Stimmrechte. Mit der Übernahme wurde Adevinta zum weltgrößten Online-Kleinanzeigen-Unternehmen. Da die britische Wettbewerbsaufsicht CMA kritisch gegenüber einem Kauf war, musste Adevinta die britischen Ableger von Shpock, Gumtree und Motors.co.uk verkaufen. Drei Jahre lang nach dem Verkauf konnte das Portal noch unter dem Namen eBay Kleinanzeigen geführt werden. Danach musste dieser geändert werden.
Ende 2021 verkaufte eBay 125 Millionen Adevinta-Aktien (entspricht einer Beteiligung von 10,2 % an Adevinta) für 2,5 Mrd. US-Dollar (1,9 Mrd. Euro) an Permira.
Im Juli 2022 wurde angekündigt, dass ab Juni 2024 Marke und Logo in Kleinanzeigen geändert werden solle; die Domain werde kleinanzeigen.de lauten. Am 26. April 2023 wurde der Wechsel bereits für den 16. Mai 2023 angekündigt; die bisherige Domain bleibt noch mehrere Jahre erreichbar.
Zum Jahreswechsel 2025 verlegte das Unternehmen seinen bisherigen Sitz von Kleinmachnow-Dreilinden nach Berlin.

## Funktionen
Seit Dezember 2021 können aus dem Portal die Paketdienstleister DHL und Hermes beauftragt werden. Der Preis für den Verkäufer entspricht deren Online-Preisen; Kleinanzeigen erhält eine Provision.

### Telefonnummer
Seit Sommer 2021 wird die Handynummer von Nutzern per SMS verifiziert, wenn diese in Kategorien aktiv sind, in denen Kinder und Jugendliche von Straftaten bedroht sind. Seit September 2021 ist die SMS-Verifizierung für jede Neuanmeldung verpflichtend; auch die Bestandskonten sollen so sukzessive geprüft werden.
Seit Mitte 2022 wird Käufern die Telefonnummer nicht mehr angezeigt. Außerdem muss bei „Risiko“-Anmeldungen ein per SMS oder E-Mail versandter Code eingegeben werden.

### Sicher bezahlen
Im Oktober 2020 wurde unter dem Namen „Sicher bezahlen“ eine Bezahlfunktion nach dem Treuhandsprinzip eingeführt. Der Käufer zahlt dafür eine Gebühr von 35 Cent plus 4,5 % der Kaufsumme. Wie bei PayPal greift der Schutz ausschließlich bei versichertem Versand. Die Umsetzung übernimmt der niederländische Payment-Service-Provider Online Payment Platform, der die Funktion seit 2017 bei dem Schwesterunternehmen Marktplaats anbietet. Die Zahlung ist per Kreditkarte oder Klarna-Sofortüberweisung möglich. Der Verkäufer reicht einmalig Fotos von Bankkarte/Kontoauszug und Personalausweis ein und das Geld wird ihm einige Werktage später auf sein Konto überwiesen.

## Werbung
Seit Mai 2017 lässt das Unternehmen Videos von ca. zehn Minuten Länge für den YouTube-Kanal Kleinanzeigen WG produzieren, die als Werbung gelten. Stand August 2023 hat der Kanal 529.000 Abonnenten. Die Hauptrollen sind die Bewohner einer fiktiven Wohngemeinschaft, meist Social-Media-Bekanntheiten: Hannah Kaiser (Klein aber Hannah), Tommy Toalingling, Jannik Pank und Elisabeth (Lizzy) Bahlke. Frühere Hauptrollen wurden von Nils Ibehard, Simon Will und Malte Tillmann Marian Hesse (Malternativ) gespielt. Andere YouTuber wohnten für kurze Zeit in der WG: Klengan, AlexiBexi und Jessabelle Kiko. Gastauftritte gab es von Freshtorge, Varion, Gong Bao, Zeo, HeyMoritz und den Space Frogs.

## Gefahren der Plattform

### Phishing
Die Funktion „Sicher bezahlen“ wird von Betrügern häufig als Vorwand genutzt, um die Kreditkartendaten des Verkäufers zu erfragen (Phishing).

### Dreiecksbetrug
1. Der Betrüger sucht ein Angebot eines hochpreisigen und häufig gehandelten Gegenstands, z. B. ein iPhone. Er kontaktiert den Anbieter und erfragt die Kontonummer oder PayPal-Adresse.
2. Er kopiert anschließend das Angebot inklusive Preis in eine eigene Kleinanzeige. Sobald sich ein Interessent auf diese zweite Kleinanzeige meldet, nennt der Betrüger die Kontonummer oder PayPal-Adresse des ursprünglichen Anbieters.
3. Der Käufer überweist somit den Kaufpreis an den ursprünglichen Anbieter; dieser versendet die Ware jedoch an den Betrüger[22] oder händigt sie persönlich einem „Abholer“ aus.
4. Da der Käufer die bezahlte Ware nicht erhält, kann er vom Kauf zurücktreten und das gezahlte Geld zurückfordern, so dass dem Verkäufer am Ende weder Ware noch Verkaufspreis verbleiben.

Der Verkäufer kann sich davor schützen, indem er die Ware gegen Barzahlung aushändigt oder nur an die bei PayPal hinterlegte Adresse versendet. Dies funktioniert jedoch nur bei der Bezahlung für Waren und Dienstleistungen mit Käuferschutz (bei der Gebühren anfallen), nicht bei Zahlungen „an Freunde und Familie“.

### Übernahme fremder Konten
Betrüger gelangen über Datenlecks, Phishing oder andere Wege an die Login-Daten von Nutzern der Plattform und bieten unter deren Namen Waren an, die nach der Bezahlung nicht verschickt werden. Sie profitieren dabei auch von guten Bewertungen der gekaperten Konten.